# Theatro Municipal de Paulínia
O Theatro Municipal de Paulínia, nomeado oficialmente como Theatro Municipal Paulo Gracindo, é um teatro abandonado desde 2020, localizado na cidade de Paulínia. Foi um dos mais importantes teatros do interior de São Paulo. Situa-se na Rodovia José Lozano Araújo, nº 1551, na Zona Sul da cidade.

## História
O Theatro Municipal de Paulínia, projetado pelo arquiteto Ismael Solé, foi construído entre 2007 e 2008, com um investimento de R$ 53 milhões. Inaugurado em 4 de julho de 2008 com um show de Maria Rita e a exibição do documentário "O Mistério do Samba", de Carolina Jabor e Lula Buarque, o teatro foi considerado uma das mais ousadas construções do interior paulista, contando com infraestrutura de alto padrão inspirada no Dolby Theatre de Los Angeles. Com capacidade para 1.389 espectadores, o espaço foi projetado para ser multiuso, podendo receber tanto espetáculos teatrais e musicais quanto eventos cinematográficos.
Durante sua fase de funcionamento, o teatro se tornou um importante centro cultural e sediou eventos como o Festival Paulínia de Cinema. O festival, idealizado pelo ex-prefeito Edson Moura, atraiu grandes nomes do cinema nacional e internacional entre 2008 e 2014, incluindo o ator italiano Franco Nero, famoso pelo papel de "Django". O evento trouxe projeção à cidade, sendo comparado a festivais como o de Cannes e transformando Paulínia em um polo cinematográfico de destaque no Brasil.
No entanto, em 2020, com a pandemia de COVID-19, o local foi fechado e desde então encontra-se inativo. O abandono da estrutura levou a diversos problemas, incluindo vandalismo, furtos de fios e cabos, danos aos camarins e instalações, além de pendências financeiras relacionadas à energia elétrica e impostos municipais.
Em 2024, a Prefeitura de Paulínia iniciou um processo de concessão do teatro para a iniciativa privada. A proposta prevê um contrato de 20 anos, prorrogável por mais 20, com investimentos estimados em R$ 4,7 milhões para a reforma e manutenção do edifício e seu entorno. A concessão, no entanto, gerou polêmica entre artistas e produtores culturais, que temem a elitização do espaço e a redução do acesso da população à cultura. A audiência pública realizada em janeiro de 2024 contou com a participação de aproximadamente 30 pessoas, e a prefeitura ainda não confirmou oficialmente a data de lançamento do edital.

## Imagens

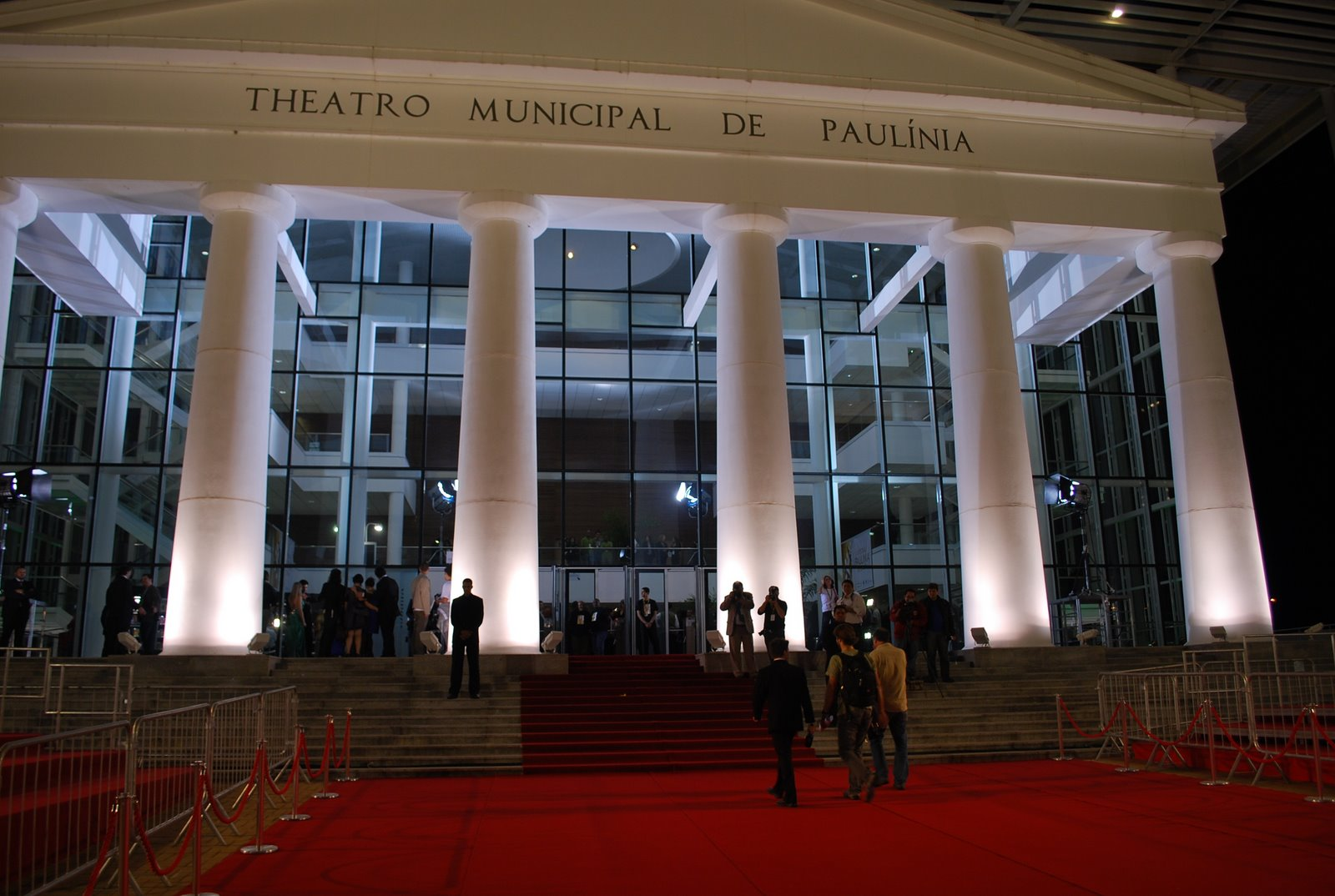
Entrada do teatro na abertura do II Festival Paulínia de Cinema.
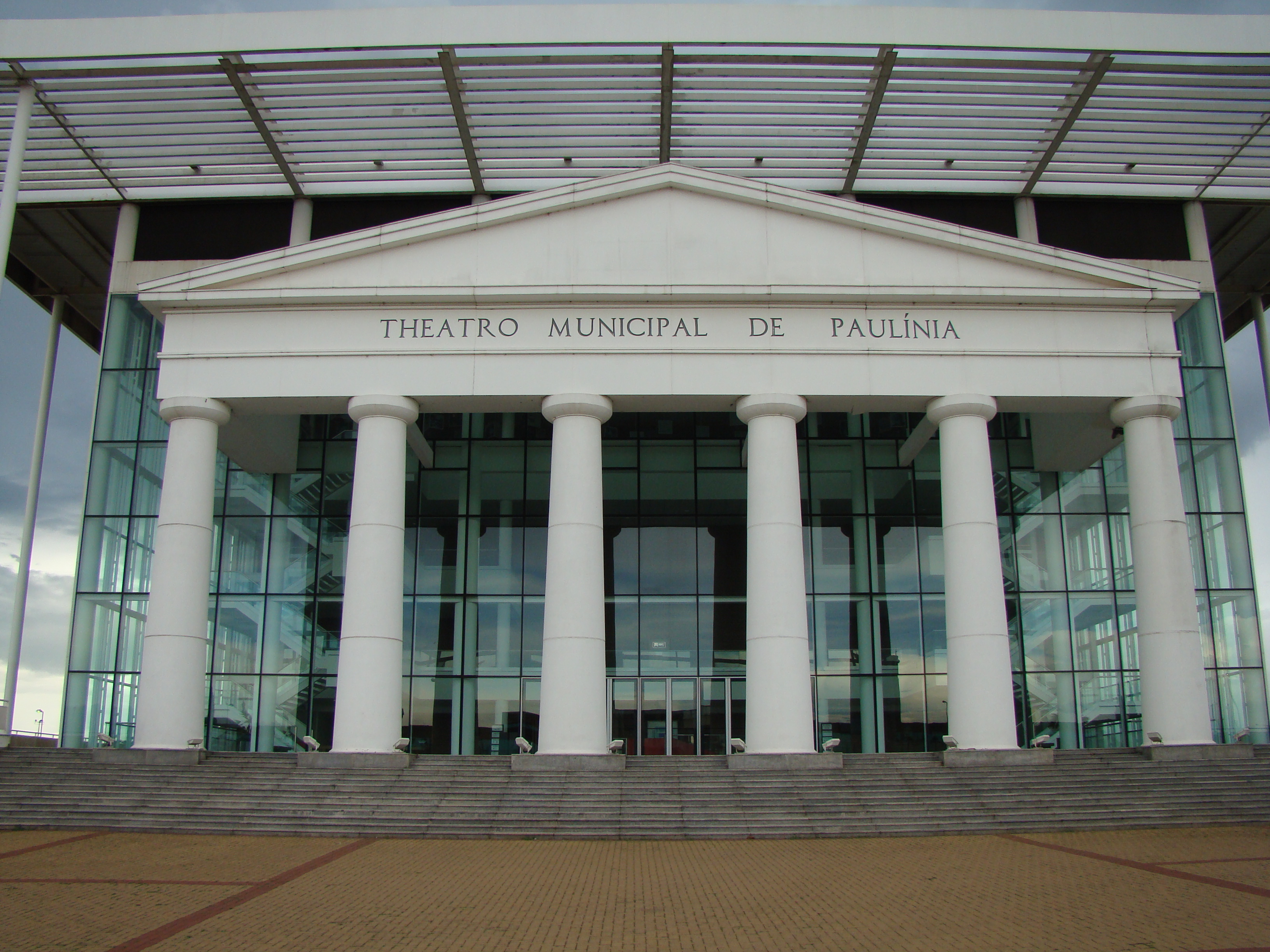
Detalhe da fachada do pórtico do teatro.
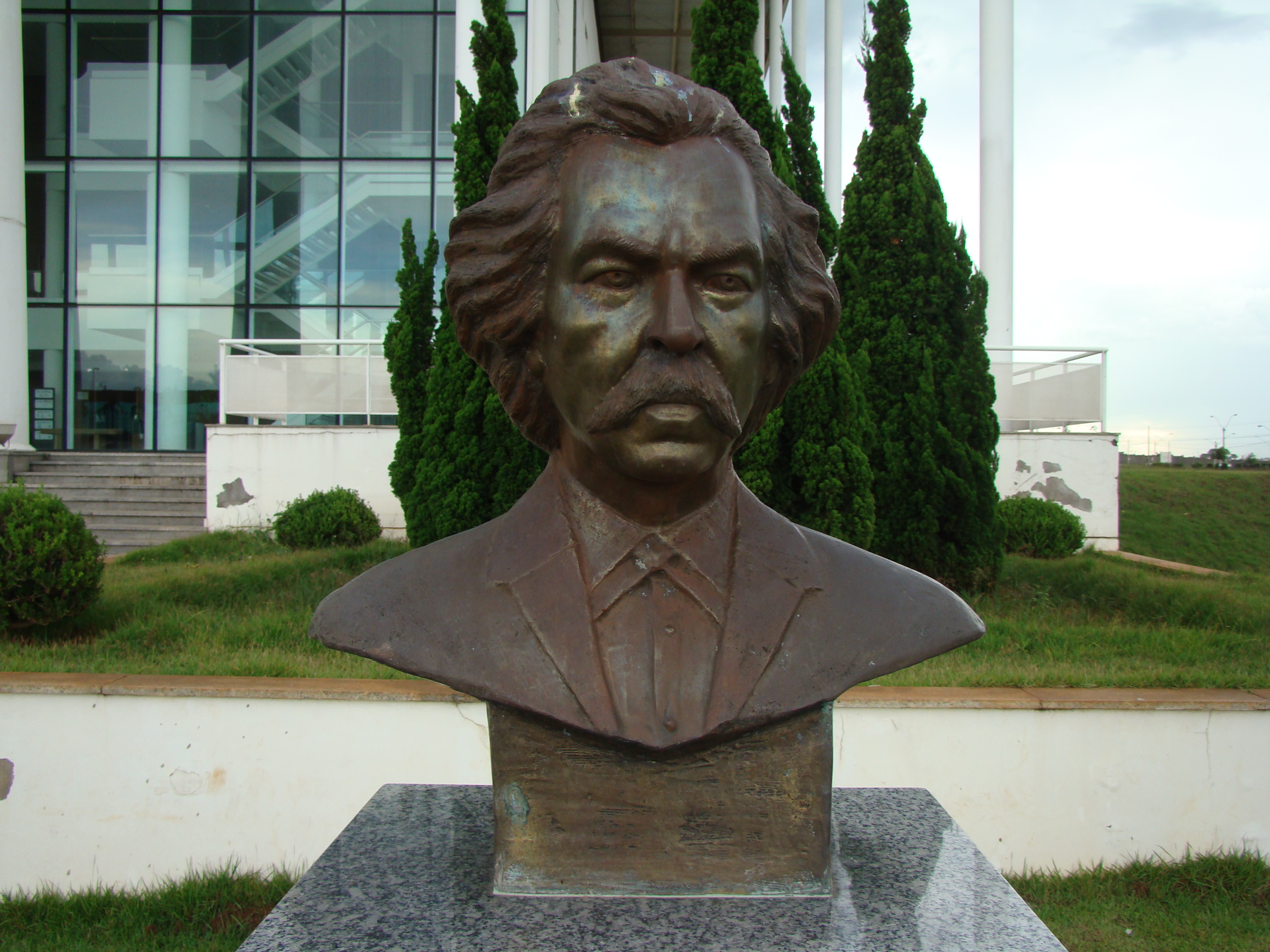
Busto em Homenagem ao Compositor Antonio Carlos Gomes em frente ao teatrp.